# Louis de France (1682-1712)
Pour les articles homonymes, voir Louis de France.
Titre
Dauphin de France
14 avril 1711 – 18 février 1712
(10 mois et 4 jours)
Signature
Louis de France, né le 6 août 1682 au château de Versailles et mort le 18 février 1712 au château de Marly, est un prince de la Maison de France, fils du Grand Dauphin, lui-même fils de Louis XIV, et de Marie-Thérèse d'Autriche. Par analogie avec son père, il est parfois appelé après sa mort le « Petit Dauphin ». À la mort du Grand Dauphin en 1711, il devient l'héritier en première ligne de son grand-père, mais il meurt avant ce dernier. De son union avec son épouse, la princesse Marie-Adélaïde de Savoie, naissent trois enfants, dont le futur Louis XV, devenu roi en 1715. Il est par ailleurs le frère aîné du roi d'Espagne Philippe V.

## Biographie

### Enfance

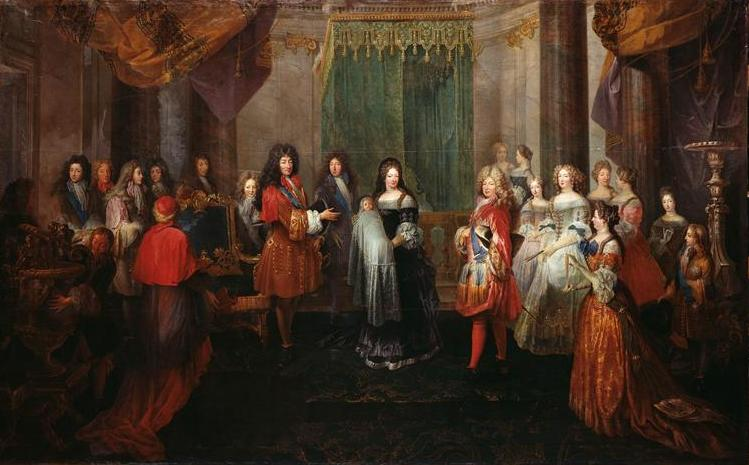
Naissance de Louis, duc de Bourgogne par Antoine Dieu, 1710.

Le prince Louis naît au château de Versailles le 6 août 1682. Il est ondoyé le jour même par le cardinal Emmanuel-Théodose de La Tour d'Auvergne et par Nicolas Thilbault, curé de l'église Saint-Julien de Versailles. La cérémonie se tient dans la chambre de sa mère, en fait celle de l'épouse de Jean-Baptiste Colbert, ministre du roi, en présence de son grand-père, le roi Louis XIV et du prince Philippe d'Orléans, frère cadet du Roi. Il est le premier Fils de France à naître au château, où la Cour venait à peine de s'installer.
Enceinte de plusieurs mois, la dauphine se trouvait mal installée dans sa chambre, pièce bruyante (des ouvriers y travaillaient) et empestant la peinture. La dauphine s'installe donc chez madame Colbert, pour achever sa grossesse sereinement. Le 18 janvier 1687, le même jour que ses frères Philippe et Charles, il est baptisé par Pierre du Cambout de Coislin, grand aumônier de France, dans la chapelle royale de Versailles. La cérémonie est présidée par François Hébert, qui est curé de l'église Notre-Dame de Versailles. Son parrain est alors le roi Louis XIV et sa marraine la princesse palatine.

### Éducation
Louis était l'héritier en seconde ligne de son grand-père paternel Louis XIV. Le duc de Beauvilliers qui était le gendre de Colbert, est nommé son gouverneur et Fénelon comme étant précepteur, et a des sous-précepteurs spécialisés sous ses ordres. Denis Moreau est alors le premier valet. Son éducation est soignée, et il nous est d'ailleurs parvenu des carnets de dessins d'enfants. Durant l'année 1695, Charles-François Silvestre devient le maître à dessiner de Louis et de ses frères, le duc d'Anjou et le duc de Berry. Les trois frères sont alors installés dans l'aile du Midi.
Prenant prétexte de l'éducation du prince, le duc de Beauvilliers passa commande aux intendants des provinces des Mémoires pour l'instruction du duc de Bourgogne en 1696, formant la première description statistique du royaume. Pour ce qui concerne son caractère physique, sa grand-tante par alliance, épouse de Monsieur, écrit du jeune Louis dans ses correspondance ceci : 

« Le duc de Bourgogne est en outre tout de travers, il a une jambe beaucoup plus courte que l'autre, si bien que, quand il veut se tenir debout, le talon d'un de ses pieds est en l'air et il ne touche le sol qu'avec les doigts de pieds… »

### Mariage

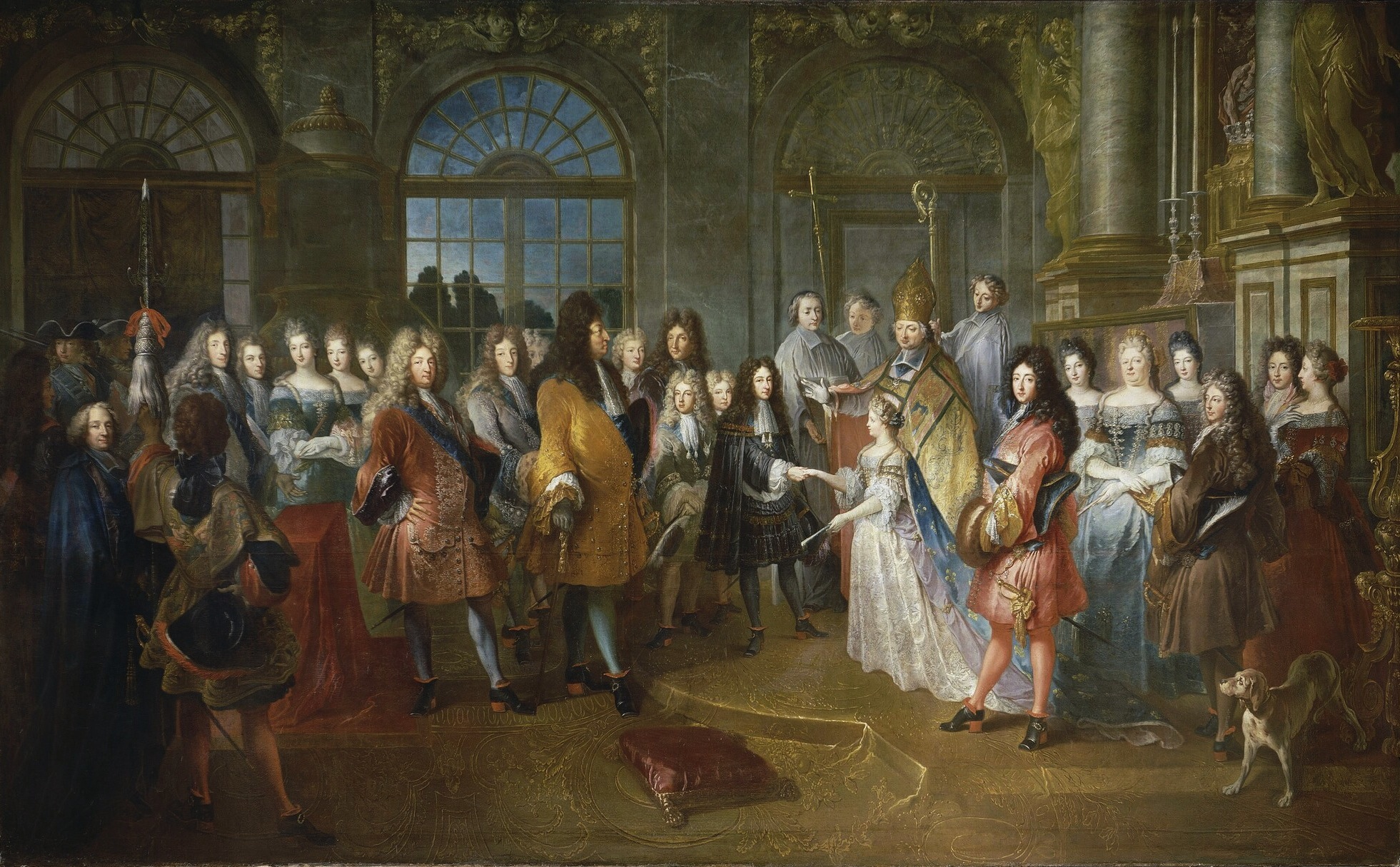
Mariage Louis, duc de Bourgogne et Marie-Adélaïde de Savoie, par Antoine Dieu, 1715.

En 1696, Louis est marié à Marie-Adélaïde de Savoie, la fille de Victor-Amédée II et d'Anne-Marie d'Orléans. Ce mariage avait été conclu dans le cadre du traité de Turin, qui mettait fin aux conflits de la Guerre de la Ligue d'Augsbourg. Le mariage est célébré le 7 décembre 1696, au château de Versailles. La jeune princesse parvient à séduire le duc de Bourgogne pourtant pieux et sévère et le couple se montre uni en toute situation. La duchesse mettra au monde trois enfants : 
1. Louis de France (25 juin 1704 - 13 avril 1705), duc de Bretagne ;
2. Louis de France (8 janvier 1707 - 8 mars 1712), duc de Bretagne puis dauphin de France ;
3. Louis de France (15 février 1710 - 10 mai 1774), duc d'Anjou puis le futur roi Louis XV.

### À la cour de France

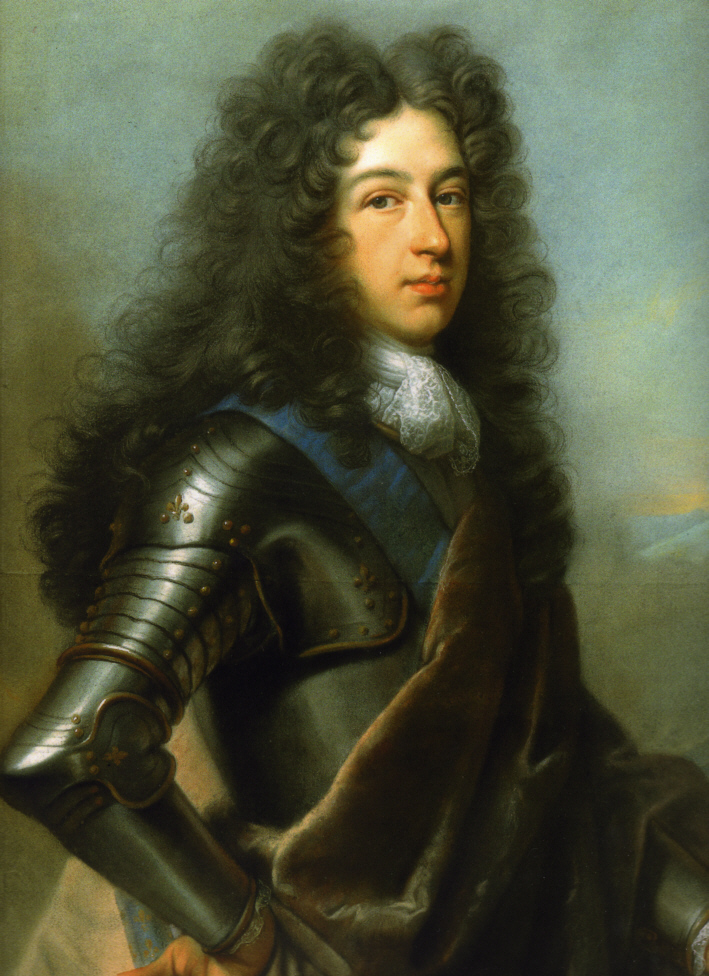
Portrait de Louis de France, duc de Bourgogne par Joseph Vivien, 1700.

Dès 1702, à l'âge de vingt ans, il est admis par son grand-père le roi Louis XIV au Conseil d'en-haut et il est initié aux secrets d'État concernant la religion, la diplomatie et la guerre, mais il montre très peu d'habileté à la guerre, il échoue dans la campagne de 1708, alors qu'il commandait en Flandre avec l'assistance du duc de Vendôme. En réalité, le duc était sous sa conduite autoritaire et peu bienveillante, et dans laquelle il eut à combattre Eugène de Savoie-Carignan et le duc de Marlborough, durant l'épisode de la bataille d'Audenarde. Le duc de Bourgogne est l'auteur d'un livre de mathématiques, Éléments de géométrie, apprécié et recommandé par Leibniz.
Le duc était entouré d'un cercle de personnes, connu comme « la faction de Bourgogne », et qui était notamment de son ancien précepteur Fénelon (qui composa d'ailleurs pour lui les Fables et opuscules pédagogiques et aussi Les Aventures de Télémaque), de son ancien gouverneur, du duc de Beauvilliers, du duc de Chevreuse et du duc de Saint-Simon. Ces aristocrates de rangs élevés étaient des réformateurs qui souhaitaient un retour à une forme de monarchie moins absolue où des conseils et des organismes intermédiaires entre le roi et le peuple, confiés à des représentants de la vieille noblesse (et non plus de robe), assisteraient ainsi le gouvernement royal.
Ce plan de gouvernement est condensé dans les Tables de Chaulnes. Il y avait là cet idéal utopique d'un type de régime monarchique contrôlé par l'aristocratie (autoproclamée représentante du peuple) et décentralisée (de très larges pouvoirs étant accordés aux provinces). C'est la politique que le duc de Bourgogne aurait probablement appliquée s'il était devenu roi. Il succéda à son père comme dauphin à sa mort, survenue le 14 avril 1711.

### Décès

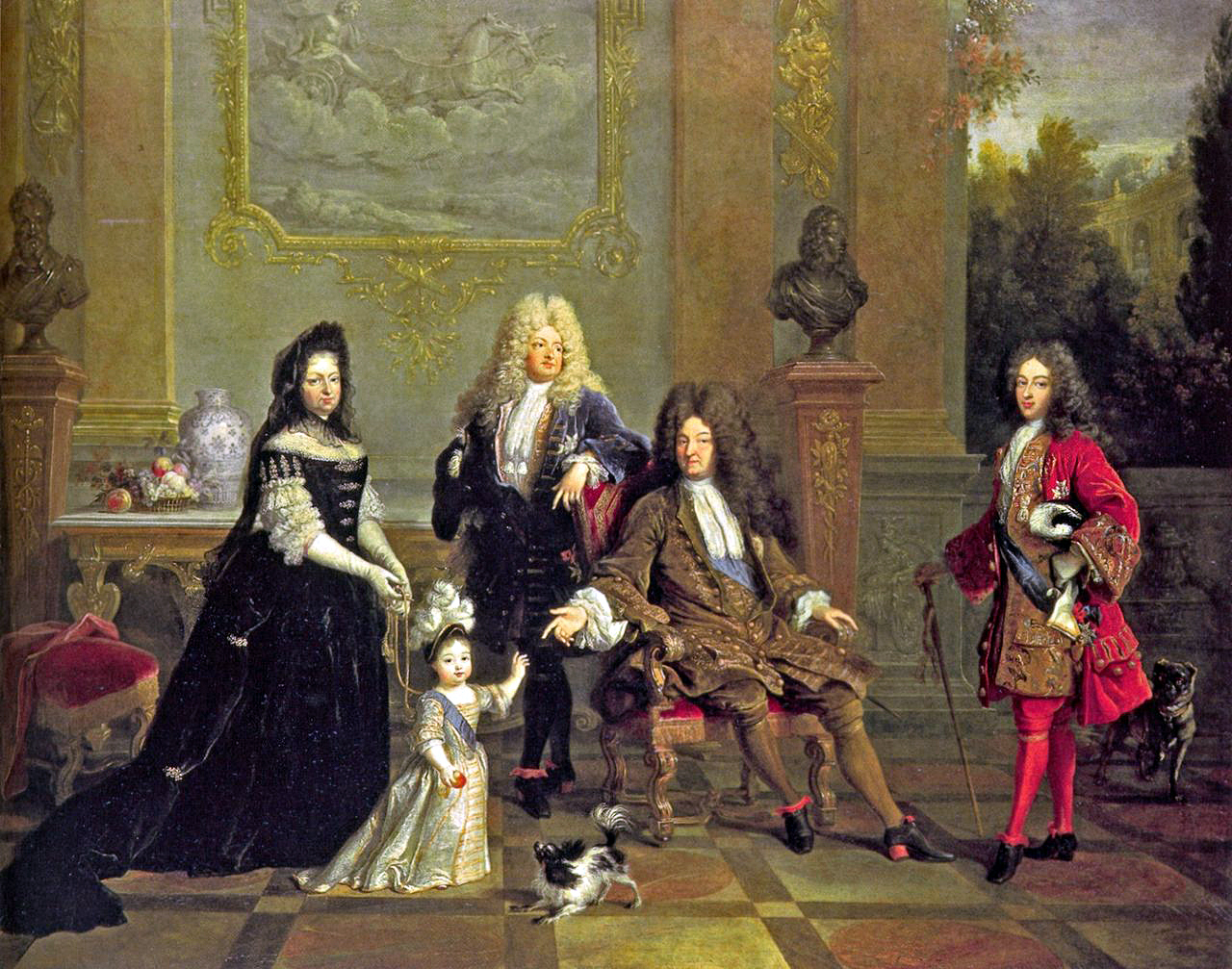
Madame de Ventadour avec le roi Louis XIV et ses héritiers par Nicolas Largillière, vers 1715.

Moins d'un an plus tard, son épouse Marie-Adélaïde et lui tombèrent malades, puis ils moururent alors à six jours d'intervalle au cours d'une épidémie de rougeole, entre le 12 et le 18 février 1712. En fait, d'après les Mémoires de Saint-Simon, il paraît plus probable que la dauphine ait d'abord succombé à une septicémie provoquée par un abcès dentaire (le tableau clinique décrit par Saint-Simon est très évocateur), et d'après le compte rendu qui fut fait après l'autopsie du dauphin décédé six jours plus tard, il semble qu'il soit d'une septicémie à streptocoque A, puisque ses organes étaient liquéfiés, ce qui concorde parfaitement avec l'effet de ce puissant microbe.
Leur fils aîné, Louis de France, duc de Bretagne, succomba à la même maladie le 8 mars suivant. Seul survécut leur plus jeune fils, le duc d'Anjou, alors âgé de deux ans seulement. La mort prématurée du duc de Bourgogne, à l'âge de vingt-neuf ans, ruina les espoirs de sa faction, et par ailleurs la plupart de ceux qui en faisaient partie se mirent à mourir à leur tour de mort naturelle. Pourtant, la Régence, qui commença en 1715, mit en pratique des idées soulevées par ce parti avec la création de la polysynodie ; mais celle-ci, ayant alors rapidement montré ses limites, elle fut abandonnée dès 1718 et on revint alors à la monarchie absolue sous la tutelle du Régent.

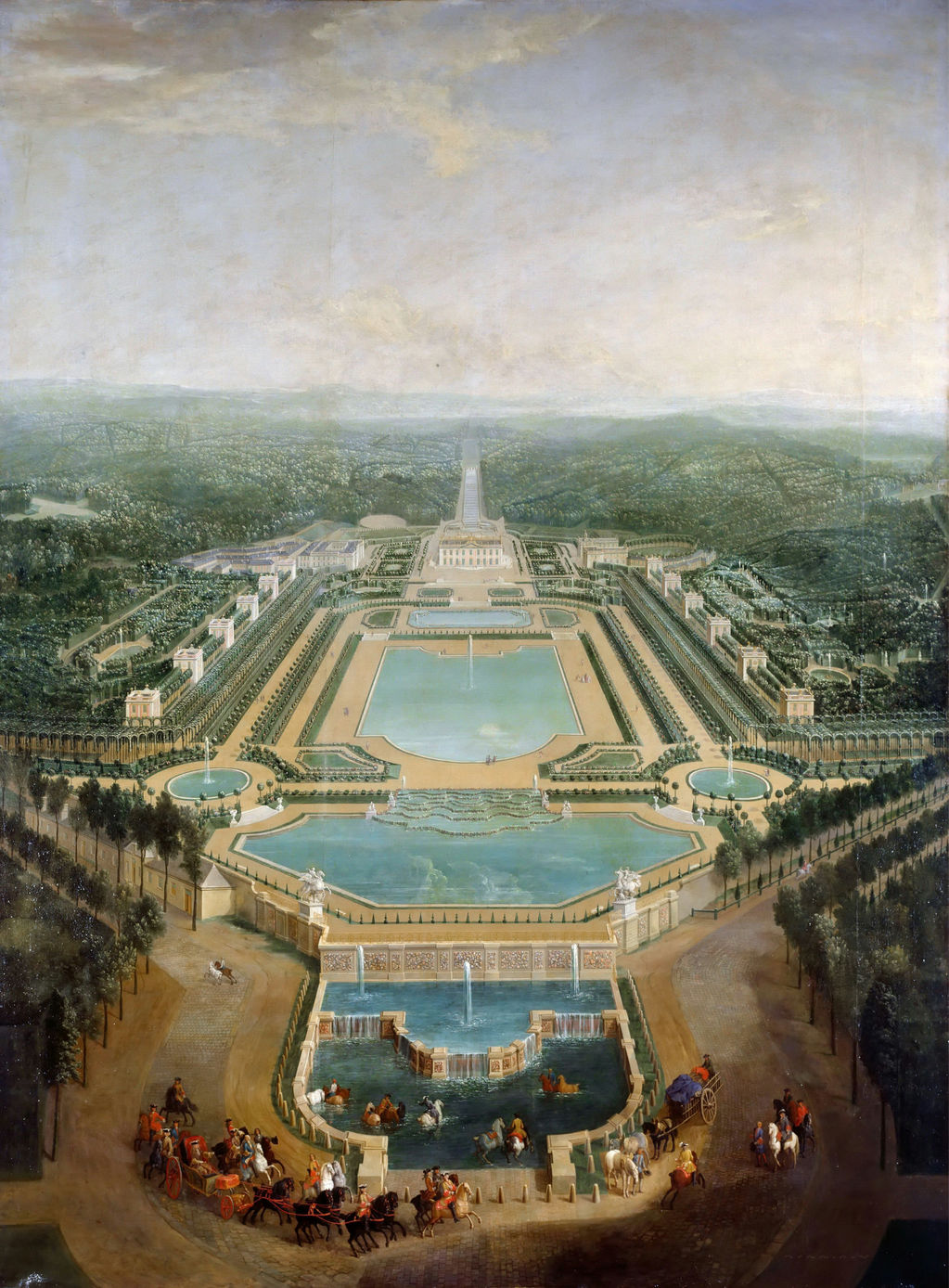
Vue générale du château de Marly, prise de l’Abreuvoir par Pierre-Denis Martin, 1724.

Le cœur du duc de Bourgogne fut porté à la chapelle Sainte-Anne (nommée « chapelle des cœurs », renfermant les cœurs de quarante-cinq rois et reines de France) de l'église du Val-de-Grâce. En 1793, lors de l'épisode de la profanation de la chapelle, l'architecte Louis François Petit-Radel s'empare d'une urne reliquaire en vermeil, qui renfermait le cœur du duc. Il le vendit ou l'échangea contre des tableaux à des peintres qui étaient à la recherche de brun de momie, rare et hors de prix, qui était réputé, une foi mêlée à de l'huile, donner un glacis incomparable aux tableaux. Selon des recherches récentes, il s'agirait d'une légende due à une nouvelle de G. Lenotre.

## Titulature
- 1682-1711 : Son Altesse Royale, duc de Bourgogne, fils de France ;
- 1711-1712 : Son Altesse Royale, Monseigneur le dauphin.

Alors que le père Claude-François Ménestrier, expert en héraldique, militait pour que Louis puisse porter comme armes un écartelé de France et de Bourgogne ancien, Louis XIV décida que son petit-fils ne porterait que l'écu de France ; fils aîné, ce prince n'était pas obligé d'écarteler ses armes avec celles du Dauphiné ou de Bourgogne. Il ne porta donc le simple écu de France sous une couronne ouverte de prince du sang, jusqu'au jour où le Grand Dauphin mourut et où le roi décida qu'il deviendrait dauphin de France à son tour, en reprenant les armes de son père, de France écartées des armes delphinales, comme souvent attribuées aux héritiers du trône français.